# Faristodiplosis collaris
Faristodiplosis collaris är en tvåvingeart som beskrevs av Fedotova 2006. Faristodiplosis collaris ingår i släktet Faristodiplosis och familjen gallmyggor. Inga underarter finns listade i Catalogue of Life.